# Chéhéry
Chéhéry ist eine Ortschaft und eine ehemalige französische Gemeinde mit 111 Einwohnern (Stand 1. Januar 2022) im Département Ardennes in der Region Grand Est. Sie gehörte zum Sedan und zum Kanton Vouziers.
Mit Wirkung vom 1. Januar 2016 wurden die früheren Gemeinden Chémery-sur-Bar und Chéhéry zu einer Commune nouvelle mit dem Namen Chémery-Chéhéry zusammengelegt und haben in der neuen Gemeinde den Status einer Commune déléguée. Der Verwaltungssitz befindet sich im Ort Chémery-sur-Bar.
Nachbarorte sind Saint-Aignan im Nordwesten, Cheveuges im Nordosten, Chémery-sur-Bar im Süden und Omicourt im Westen.

## Bevölkerungsentwicklung
| Jahr      | 1962 | 1968 | 1975 | 1982 | 1990 | 1999 | 2007 | 2013 |
| --------- | ---- | ---- | ---- | ---- | ---- | ---- | ---- | ---- |
| Einwohner | 108  | 116  | 105  | 114  | 120  | 142  | 139  | 128  |

## Sehenswürdigkeiten
- Schloss Rocan, seit 1981 als Monument historique ausgewiesen

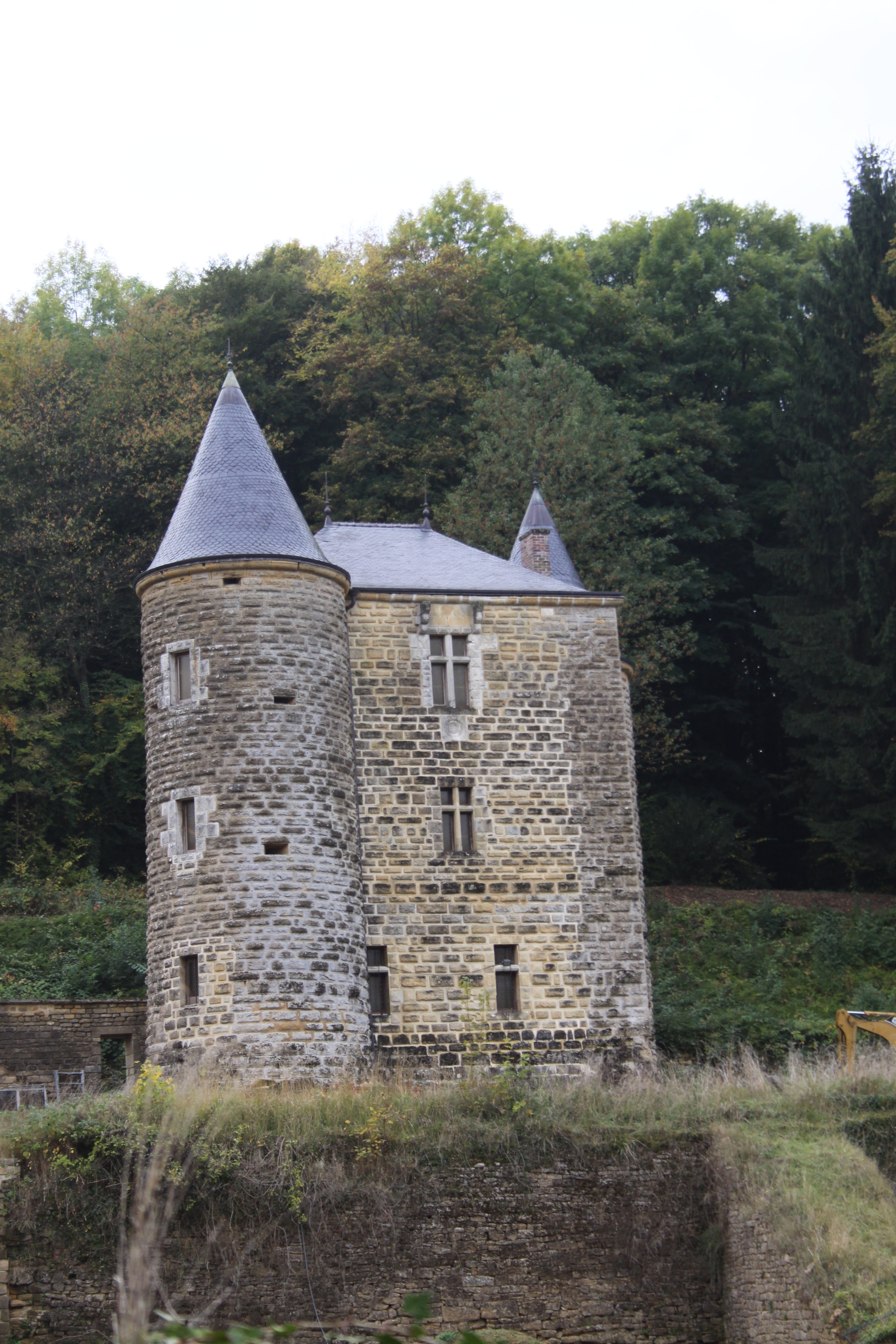
Schloss Rocan